# Andray Blatche
Andray Maurice Blatche (* 22. August 1986 in Syracuse, New York) ist ein US-amerikanisch-philippinischer Basketballspieler.

## Karriere

### Washington Wizards (2005–2012)

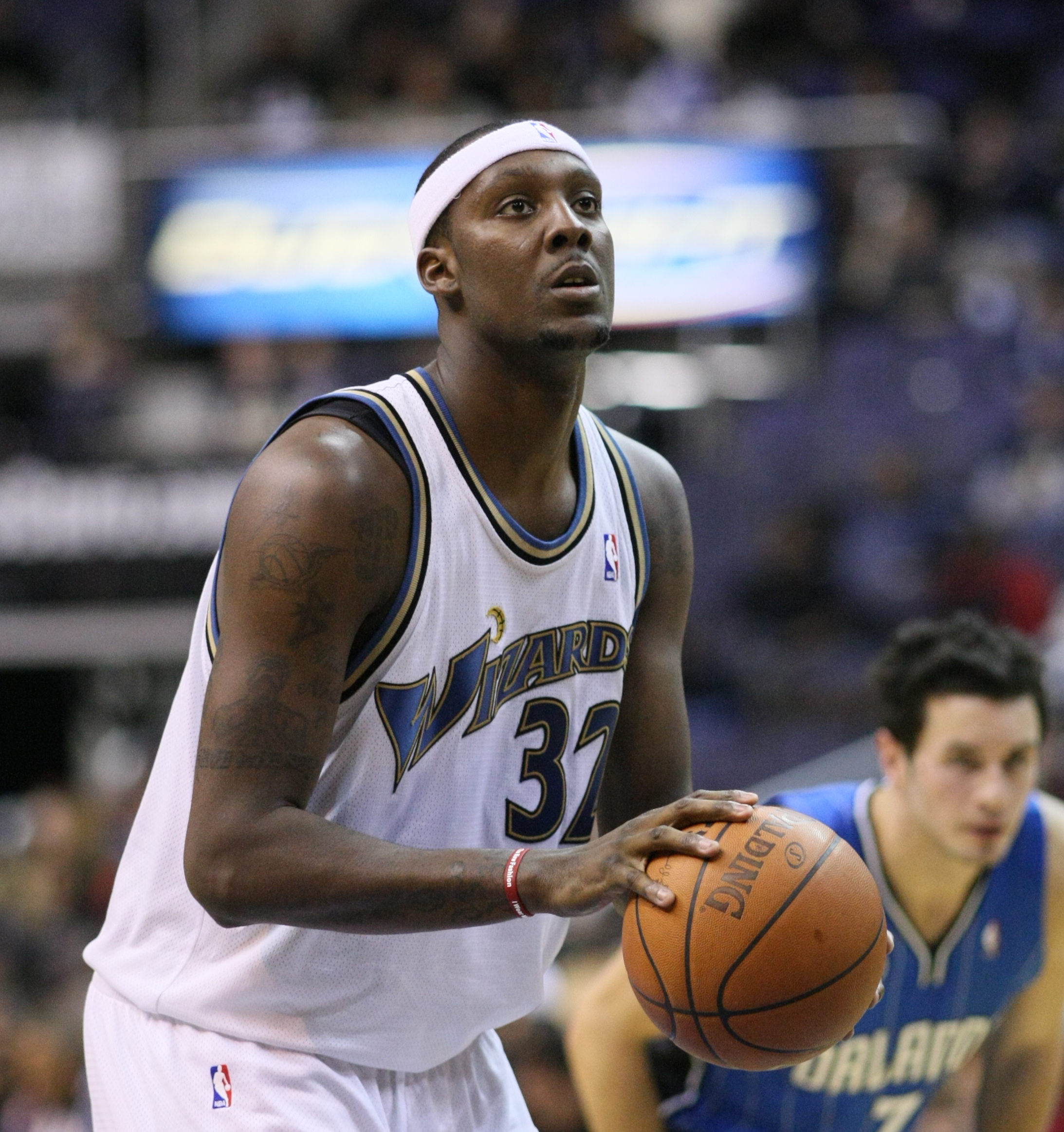
Blatche bei den Washington Wizards (2008)

Blatche wechselte direkt von der South Kent Highschool in Connecticut in die NBA. Er galt als sicherer Erstrunden-Pick bei der NBA-Draft 2005, wurde aber erst in der zweiten Runde an Stelle 49 von den Washington Wizards ausgewählt.
Während seiner Debütsaison wurde Blatche Spielzeit, aufgrund mangelnder Erfahrung, zwischen den Wizards und dem NBA-D-League-Team Roanoke Dazzle aufgeteilt. In seinem Sophomore-Jahr startete Blatche auch mehrere Spiele, die den Verletzungen von Etan Thomas geschuldet waren. 2007 unterschrieb Blatche einen neuen Vertrag bei den Wizards.
Die kommenden Jahre entwickelte sich Blatche spielerisch weiter, jedoch geriet er immer wieder mit dem Gesetz in Konflikt. So wurde er 2007 festgenommen, weil er eine Undercoverpolizistin für eine Prostituierte hielt. 2008 wurde er wegen Gefährdung des Straßenverkehrs verurteilt. Die Wizards verurteilten Blatche im Januar 2010 zu einer Geldstrafe von 10.000 US-Dollar, weil er an dem Waffenskandal um Gilbert Arenas beteiligt war.
Sportlich machte Blatche von sich reden, als man Antawn Jamison transferierte und Blatche zum Starter aufstieg. Am 28. Februar 2010 gelang ihm mit 36 Punkten gegen die New Jersey Nets ein persönlicher Karriererekord.
In der Saison 2010/11 stand Blatche in 63 von 64 Spielen in der Startaufstellung und erspielte mit 16,8 Punkten, 8,2 Rebounds, 2,3 Assists und 1,5 Steals pro Spiel seine besten Karriereergebnisse. Den Wizards half dies jedoch wenig, da man die Playoffs zum wiederholten Male verpasste. Für seine guten Leistungen wurde sein Vertrag im September 2010 verlängert. Nach dem Ende des Lockouts 2011 kehrte Blatche übergewichtig und untrainiert zu seinem Team zurück. Seine mangelnde Fitness ließ seine Leistungen fallen. Ab März wurde er nicht mehr eingesetzt. Am 17. Juli 2012 folgte via Amnesty-Klausel seine Entlassung.

### Brooklyn Nets (2012–2014)

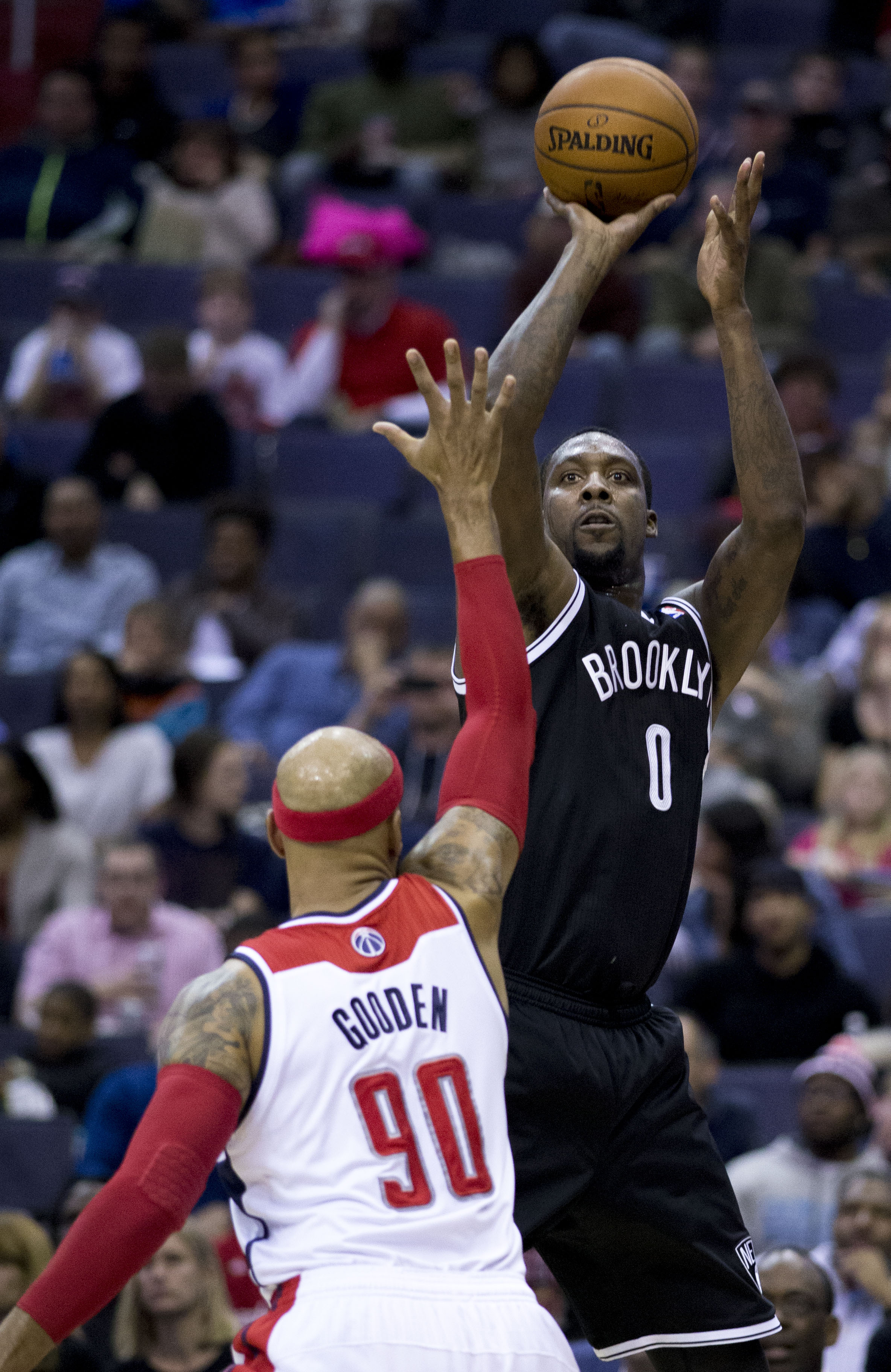
Blatche wirft über Drew Gooden (2014)

Am 6. September 2012 wurde bekannt, dass Blatche einen nichtgarantierten Einjahresvertrag mit den Brooklyn Nets unterschreiben wird. Bei den Nets legte er 10,1 Punkte und 5,1 Rebounds pro Spiel auf, woraufhin man sich entschied seinen Vertrag zu verlängern.

### Xinjiang Flying Tigers (seit 2014)
Im September 2014 gab Blatche seinen Wechsel nach China bekannt. Er unterschrieb einen Einjahresvertrag bei den Xinjiang Flying Tigers.

## Nationalmannschaft
2014 erhielt Blatche die philippinische Staatsbürgerschaft und wurde in den Kader für die Basketball-Weltmeisterschaft 2014 berufen. Für sein Engagement in der philippinischen Nationalmannschaft soll Blatche Schätzungen zufolge eine Million US-Dollar erhalten haben. Bei der WM schied das philippinische Team zwar in der Vorrunde aus, Blatche aber wurde mit einem Punkteschnitt von 21,2 Punkten pro Spiel zweitbester Scorer des gesamten Turniers hinter J. J. Barea.

## Sonstiges
2011 gründete Blatche die Andray Blatche Foundation, mit der er Schulen in Jamaika mit Basketbällen, Schuhen und 50.000 US-Dollar unterstützte.